# Lista över naturreservat i Västmanlands län
Detta är en lista över naturreservat i Västmanlands län, sorterade efter kommun.

## Arboga kommun
- Amerika (naturreservat)
- Gökriksudden
- Hengrundet
- Kalkugnsberget
- Kuggenäs
- Locknäs
- Norra Hammaren
- Notholmen (naturreservat)
- Stora Bastås naturreservat
- Stora Rävsvik
- Säbybergen
- Södra hammaren

## Fagersta kommun
- Hälleskogsbrännan (även i Sala och Surahammars kommuner)
- Jonhagen
- Jättåsarna
- Jönsbacken
- Kråksten
- Landsbergets naturreservat
- Långvikens naturreservat
- Malingsbo-Kloten
- Svartberget, Fagersta kommun
- Trummelsbergsskogens naturreservat
- Virsboåsens naturreservat

## Hallstahammars kommun
- Ekholmen (naturreservat)
- Häggholmen
- Kyrkbyåsen
- Lindholmen
- Strömsholm (naturreservat)
- Strömsholms kungsladugård (naturreservat)
- Sörkvarnsforsen
- Valstasjöns naturreservat

## Kungsörs kommun
- Granhammarsbrännan
- Hogsta (naturreservat)
- Jägaråsen
- Klämsbo (naturreservat)
- Mörkrets backe
- Reutersbergs hästhage
- Sandskogsbacken
- Skäret  (naturreservat)
- Slottsholmen
- Stengärdet
- Strömsholm (naturreservat)

## Köpings kommun
- Gråtbron
- Gunnarbovallens naturreservat
- Hedströmmen (naturreservat)
- Lindreservatet, Köpings kommun
- Lindöberget
- Näs (naturreservat)
- Strömsholm (naturreservat)
- Tängsta (naturreservat)
- Venabäcken (naturreservat)

## Norbergs kommun
- Bredmossen (naturreservat, Norbergs kommun)
- Fröbenbenningsmossen
- Givorna
- Grevensberg
- Gåsmyrberget
- Klackberg
- Kråkebo naturreservat, Västmanlands län
- Komossen
- Rödmossen
- Silvtjärn (naturreservat)
- Stora Hoberget
- Trollbo naturreservat
- Älgberget

## Sala kommun
- Aspenstorps naturreservat
- Bergby naturreservat
- Boberget
- Boda naturreservat
- Bysjöholmarna
- Fermansbo urskog (även i Surahammars kommun)
- Fläckebo naturreservat
- Färnebo-Näs naturreservat
- Gullvalla naturreservat
- Hillingsbergets naturreservat
- Hälleskogsbrännan (även i Fagersta och Surahammars kommuner)
- Härsta naturreservat
- Katrinelunds naturreservat
- Klinta naturreservat
- Kolpelle naturreservat
- Ljusberget
- Lungdals rikkärr
- Mergölens naturreservat
- Rosstorps naturreservat
- Rörbosjöns naturreservat
- Södra Fläcksjöns naturreservat
- Tjuvberget
- Tångan
- Tärna naturreservat
- Vitmossen
- Ölstabrändan
- Östringby naturreservat

## Skinnskattebergs kommun
- Baggå (naturreservat)
- Forsån (naturreservat)
- Grisnäs naturreservat
- Hedströmmen (naturreservat)
- Holmens naturreservat
- Klockarbo (naturreservat)
- Klockljungsreservaten
- Lappland (naturreservat)
- Malingsbo-Kloten
- Matkullen (naturreservat)
- Ormdalen
- Passboberget
- Råmyran
- Skommarmossen
- Stora Flyten
- Sunnanfors
- Utterdalen
- Vargberget
- Venabäcken (naturreservat)
- Virsboåsens naturreservat
- Årsbäcken (naturreservat)
- Örtjärnsskogen

## Surahammars kommun
- Djupebo (naturreservat)
- Djupmossen
- Fermansbo urskog (även i Sala kommun)
- Gnien (naturreservat)
- Hälleskogsbrännan (även i Fagersta och Sala kommuner)
- Jan-Olsskogen
- Kohagen (naturreservat)
- Naddennäset
- Ramnässkogen
- Rövalls- och Stingsmossen
- Stora Flyten
- Ulvsbomuren
- Virsbo-Näs naturreservat
- Virsboåsens naturreservat

## Västerås kommun
- Amundsgrund
- Asköviken-Tidö
- Badelunda (naturreservat)
- Bispebo (naturreservat)
- Björnön, Västerås
- Frösåker (naturreservat)
- Fullerö (naturreservat)
- Hemfallets naturreservat
- Hästholmarna (naturreservat)
- Johannisberg (naturreservat)
- Kalvholmen (naturreservat)
- Kattskär (naturreservat)
- Ridö-Sundbyholmsarkipelagen (del i Västmanlands län)
- Skutteröarkipelagen
- Solviksskogen (naturreservat)
- Strömsholm (naturreservat)
- Sundängen (naturreservat)
- Tååsen
- Vinnsjömossen
- Ängsö (naturreservat)